# Bummed
Bummed je druhé studiové album britské hudební skupiny Happy Mondays. Jeho nahrávání probíhalo v srpnu 1988 a vyšlo v listopadu téhož roku u vydavatelství Factory Records. Jeho producentem byl Martin Hannett. V roce 2007 vyšlo album v reedici doplněné o bonusový disk, na kterém byly remixy skladeb.

## Seznam skladeb
| Pořadí         | Název              | Délka |
| -------------- | ------------------ | ----- |
| 1.             | Country Song       | 3:24  |
| 2.             | Moving in With     | 3:36  |
| 3.             | Mad Cyril          | 4:36  |
| 4.             | Fat Lady Wrestlers | 3:25  |
| 5.             | Performance        | 4:09  |
| 6.             | Brain Dead         | 3:10  |
| 7.             | Wrote for Luck     | 6:05  |
| 8.             | Bring a Friend     | 3:45  |
| 9.             | Do It Better       | 2:29  |
| 10.            | Lazyitis           | 2:48  |
| Celková délka: | Celková délka:     | 45:49 |

## Obsazení
- Shaun Ryder – zpěv
- Paul „Horse“ Ryder – baskytara
- Mark „Cow“ Day – kytara
- Paul Davis – klávesy
- Gary Whelan – bicí
- Dave Hassall – perkuse
- Steve Hopkins – klavír
- Horseman – banjo